# Haenschiella
Haenschiella is een geslacht van rechtvleugeligen uit de familie sabelsprinkhanen (Tettigoniidae). De wetenschappelijke naam van dit geslacht is voor het eerst geldig gepubliceerd in 1960 door Max Beier.

## Soorten
Het geslacht Haenschiella omvat de volgende soorten:
- Haenschiella angustixipha Brunner von Wattenwyl, 1895
- Haenschiella ecuadorica Beier, 1960
- Haenschiella granulosa Brunner von Wattenwyl, 1895